# Fabiana Diniz
Fabiana Carvalho Carneiro Diniz (Guaratinguetá, 13 de mayo de 1981) es una exjugadora brasileña de balonmano que formó parte de la selección nacional de Brasil.

## Trayectoria

### Clubes
Fabiana Diniz, conocida con el apodo de Dara, comenzó a jugar al balonmano en su ciudad natal. En 2003, tras su paso por el equipo brasileño Mauá/São Gonçalo, fichó a finales de ese año por el club portugués Gil Eanes. Posteriormente, se unió al club español Cleba León, con el que ganó la Copa ABF en septiembre de 2006.
En 2008, fue contratada por Orsán Elda Prestigio para suplir la salida de Begoña Fernández. Con ese equipo compitió en la Liga de Campeones de la EHF.
En 2009, se incorporó al CB Mar Alicante, otro equipo de la liga española, y posteriormente jugó para Bera Bera. Con ambos equipos participó en la Copa EHF.
En el verano de 2012, firmó contrato con el club austriaco Hypo Niederösterreich. Con Hypo ganó en las temporadas 2012/13 y 2013/14 tanto la liga austriaca como la Copa de Austria. En la Liga de Campeones de la EHF 2012/13, el club fue eliminado en la fase de grupos, pero accedió a la Recopa de Europa, donde alcanzó la final y se coronó campeón tras vencer al Issy Paris Hand de Francia.
En 2014, se trasladó a Francia para jugar con Nantes Loire Atlantique Handball, y a partir del 1 de julio de 2015 formó parte del club alemán SG BBM Bietigheim. Diniz se retiró del balonmano profesional en el verano de 2016.
En 2022, participó con un equipo local de Guaratinguetá en campeonatos regionales en Brasil.

#### Trayectoria de clubes
- –2003:  Mauá/São Gonçalo
- 2004–07:  Gil Eanes
- 2007–08:  Cleba León
- 2008–09:  Orsán Elda Prestigio
- 2009–10:  CB Mar Alicante
- 2010–12:  Bera Bera
- 2012–14:  Hypo Niederösterreich
- 2014–15:  Nantes Loire Atlantique Handball
- 2015–16:  SG BBM Bietigheim

### Selección nacional
Diniz comenzó su trayectoria internacional con la selección juvenil de Brasil antes de incorporarse al equipo absoluto. Con la selección brasileña obtuvo la medalla de oro en los Juegos Panamericanos de Santo Domingo (2003), Río de Janeiro (2007) y Guadalajara (2011).
Representó a Brasil en cuatro ediciones de los Juegos Olímpicos: Atenas 2004, Pekín 2008, Londres 2012 y Río de Janeiro 2016.
Formó parte de la selección brasileña en varios campeonatos mundiales. En el Mundial de 2013, celebrado en Serbia, conquistó el título mundial junto al equipo nacional. En el Campeonato Panamericano obtuvo cinco títulos, el último de ellos en 2015.

## Títulos

### Clubes
- 2 x Liga de Austria (2013, 2014)
- 2 x Copa de Austria (2013, 2014)
- 1 x Recopa de Europa (2013)

### Selección
- 1 x Medalla de oro en el Campeonato del Mundo de 2013
- 3 x Medalla de oro en los Juegos Panamericanos (2003, 2007, 2011)
- 5 x Medalla de oro en los Campeonatos Panamericanos (2005, 2007, 2011, 2013, 2015)
- 1 x Medalla de plata en los Campeonatos Panamericanos (2009)
- 1 x Medalla de oro en los Juegos Suramericanos (2014)[19]